# ディカペラ
 ディカペラ（DCappella）は、「ディズニー初のアカペラ・グループ」のオーディションから生みだされたアカペラ・グループ。Disney Music Groupによって運営され、主にディズニーソングを歌う 。ディーク・シャロンは、共同制作者、音楽監督、アレンジャー、プロデューサー。

## 歴史
ディカペラは2012年に考案され 、オーディションは2017年11月に開始された  。「ディズニー初のアカペラ・グループ」のオーディションが発表され、1500名を超える応募者が自らビデオをYouTubeに投稿。その後2018年1月に、ロサンゼルスとニューヨークで、対面オーディションが実施され7人が選ばれた。 
2017年12月に、Deke Sharonが運営するタレントの全国検索を通じてDisney Music Groupによって結成されたと発表された。当時の計画は、 ソプラノ 、 メゾ 、 アルト 、テナー、バリトン、ベース 、 ボイスパーカッションという7つのメンバーグループ  。2018年1月、14人のメンバーのリストが発表され、当時、ディズニーはDCappellaグループ内の2つの別々のツアーチームを計画していた 。 
ディズニーミュージックは、2018年4月27日にグループの最初のシングル「Immortals」をディズニーの「ビッグヒーロー6」からドロップ   、 アメリカンアイドルのディズニーナイト2018年4月29日に初めて登場 。このグループは、 ABCの最初のアイドル優勝者であるマディ・ポッペと共に、ハリウッドボウルでのディズニー美女と野獣ライブインコンサートのオープニングアクトとして、メモリアルデイの週末に最初のコンサートパフォーマンスを行う  。グループのデビューセルフタイトルアルバムは、2018年11月16日にリリースされた 。 
最初の7人のメンバーとその最初のツアーは2018年10月に発表。ツアーは、2019年1月22日にフロリダ州ジャクソンビルで始まり、2019年3月17日にカリフォルニア州オークランドで終わる予定だった が、 メゾのシェリー・レグナーは、カレン・ケリーに交代、2019年5月22日までにグループを去った。
アルトのソジャーナ・ブラウンも2020年3月にグループを去り、ケニー・デイズ・テイラーと交代。 

## メンバー
ANTONIO FERNANDEZ（アントニオ・フェルナンデス）
ボイス・パーカッション担当。パフォーマンス歴15年。2016年のインディペンデント・ミュージック・アワードでオリジナル曲「Box」でアカペラ部門で3賞受賞。
JOE SANTONI（ジョー・サントーニ）
ベース。パフォーマンス歴13年。合唱団「LA　コーラル・ラボ」とともに「ゼルダの伝説シンフォニー」に出演。
MORGAN KEENE（モーガン・キーン）
ソプラノ。パフォーマンス歴11年。舞台版ディズニー・ミュージカル「ニュージーズ」で全米ツアー（キャサリン役）。ブロードウェーの新作にも出演予定
ORLANDO DIXON（オーランド・ディクソン）
バリトン。パフォーマンス歴19年。オーディション番組『ザ・ヴォイス』のファイナリスト。作曲した作品がビルボードでトップ20入り。
RJ WOESSNER（RJ・ウェスナー）
テナー。パフォーマンス歴17年。アカペラ・グループ「ヴォーカロシティ」の元メンバー。NBCの人気番組「サタデー・ナイト・ライブ」でジム・キャリーと共演。
KALEN KELLY（カレン・ケリー）
メゾソプラノ。元メンバーであるシェリー・レグナーの後任として加入。
KELLY DENICE TAYLOR (ケニー・デイズ・テイラー)
アルト。 ロサンゼルス出身。ディズニー・クルーズラインで国際的に活躍し、日本でも２年間活動。アンドラ・デイ(グラミー賞ノミネートアーティスト)や、マイケル・レオン・ウーリー(『プリンセスと魔法のキス』ルイス役)、リリアス・ホワイト(『ヘラクレス』カリオペ役)ほか、数々のブロードウェイ俳優との共演経験をもつ。 好きなディズニー音楽は『ヘラクレス』の「ゴー・ザ・ディスタンス(Go the Distance)」
元メンバー
SoJourner Brown(ソジャーナ・ブラウン)
アルト。
Shelley Regner(シェリー・レグナー)
メゾソプラノ。

## 音楽
| # | タイトル | 作詞 | 作曲・編曲 |
| - | -------- | ---- | ---------- |

### アルバム
| # | タイトル | 作詞 | 作曲・編曲 |
| - | -------- | ---- | ---------- |

- ディカペラ（Dcappella）2018年発売

- ディカペラ - 日本盤（Dcappella）2019年発売 ＊日本語で歌唱した5曲が追加収録[15]

| # | タイトル | 作詞 | 作曲・編曲 |
| - | -------- | ---- | ---------- |

## 外観とプレゼンテーション
- アメリカンアイドル （ ABC ）ディズニーナイト、2018年4月29日[9]ディズニーメドレーの演奏[8] [16]
- ディズニーの美女と野獣ライブインコンサート （ ハリウッドボウル ）2018年5月28日の記念日の週末オープニングアクト[10]
- ディズニーのワンダフルワールド：マジカルホリデーセレブレーション （ABC）2019年11月29日木曜日[2]
- ディズニーパークマジカルクリスマスデイパレード （ABC）2019年12月25日、「 ラストクリスマス 」を演奏
- Total Vocal第5回年次コンサート（ カーネギーホール ）2019年3月24日[17]

## ツアー
Live A Cappella Concert Experience  （2019年1月から3月）米国、約2か月で40ストップ 特別な「Friend Like Me」Meet and Greet Experienceパッケージ 

## ジャパン・ツアー

### 2019年 ディズニー・アカペラ・コンサート「ディカペラ」
全国ツアー（2019年8月から9月）日本
- 札幌公演 8月22日(木) 札幌文化芸術劇場 hitaru
- 福島公演 8月24日（土）いわき芸術文化交流館アリオス 大ホール
- 宮城公演 8月25日（日）東京エレクトロンホール宮城
- 名古屋公演 8月27日(火) 日本特殊陶業市民会館 フォレストホール
- 兵庫公演 8月28日(水) 兵庫県立芸術文化センター 大ホール
- 福岡公演 8月30日(金) 福岡市民会館
- 東京公演 9月2日(月) - 9月8日(日) 東急シアターオーブ
- 大阪公演 9月10日(火) - 9月12日(木) NHK大阪ホール[19]

## 受賞歴
| 年                                              | ノミネート対象                | 賞                                                                   | 結果                          |                               |
| A Cappella Video Awards (AVA)                   | A Cappella Video Awards (AVA) | A Cappella Video Awards (AVA)                                        | A Cappella Video Awards (AVA) | A Cappella Video Awards (AVA) |
| ----------------------------------------------- | ----------------------------- | -------------------------------------------------------------------- | ----------------------------- | ----------------------------- |
| 2019                                            | "Immortals"                   | Best Rock Video                                                      | 受賞                          | [ 20 ]                        |
| 2019                                            | "Immortals"                   | Outstanding Special/Visual Effects                                   | ノミネート                    | [ 21 ]                        |
| 2019                                            | "Immortals"                   | Outstanding Video Editing                                            | ノミネート                    | [ 21 ]                        |
| 2019                                            | "Immortals"                   | Best Soundtrack Video                                                | ノミネート                    | [ 21 ]                        |
| 2019                                            | "Immortals"                   | Best Video by a Professional Group                                   | ノミネート                    | [ 21 ]                        |
| Contemporary A Cappella Recording Awards (CARA) |                               |                                                                      |                               |                               |
| 2019                                            | Deke Sharon for "Immortals"   | Best Professional Arrangement for a Non-Scholastic Group             | 受賞                          | [ 22 ]                        |
| 2019                                            | DCappella                     | Contemporary A Cappella Recording Awards (CARA) Best Debut Album     | 次点                          | [ 22 ]                        |
| 2019                                            | "Immortals"                   | Contemporary A Cappella Recording Awards (CARA) Best Rock Song       | 次点                          | [ 22 ]                        |
| 2019                                            | "The Glory Days"              | Contemporary A Cappella Recording Awards (CARA) Best Soundtrack Song | 次点                          | [ 22 ]                        |